# Pleines-Œuvres
Pleines-Œuvres est une ancienne commune française du département du Calvados  et la région Normandie, associée à Pont-Farcy depuis le 1er mai 1973 par arrêté préfectoral du 27 avril 1973.
Au 1er janvier 2018, Pont-Farcy fusionne avec Tessy-Bocage, située dans la Manche et devient commune déléguée sans que Pleines-Œuvres ne conserve son statut.

## Toponymie
Sur les cadastres napoléoniens, la commune figure sous le nom de Plaine-Sœuvre.
L'origine proviendrait de silva signifiant forêt qu'on retrouve dans d'autres toponymes comme Grossœuvre ou Villiers-en-Désœuvre.

## Démographie
| 1793 | 1800 | 1806 | 1821 | 1831 | 1836 | 1841 | 1846 | 1851 |
| ---- | ---- | ---- | ---- | ---- | ---- | ---- | ---- | ---- |
| 466  | 357  | 447  | 403  | 459  | 470  | 456  | 498  | 524  |

| 1856 | 1861 | 1866 | 1872 | 1876 | 1881 | 1886 | 1891 | 1896 |
| ---- | ---- | ---- | ---- | ---- | ---- | ---- | ---- | ---- |
| 508  | 490  | 485  | 396  | 415  | 432  | 399  | 384  | 356  |

| 1901 | 1906 | 1911 | 1921 | 1926 | 1931 | 1936 | 1946 | 1954 |
| ---- | ---- | ---- | ---- | ---- | ---- | ---- | ---- | ---- |
| 358  | 341  | 319  | 310  | 326  | 321  | 317  | 268  | 304  |

### Liste des maires
| Période                                  | Période | Identité | Étiquette | Qualité |
| ---------------------------------------- | ------- | -------- | --------- | ------- |
| Les données manquantes sont à compléter. |         |          |           |         |

| Période                                  | Période  | Identité     | Étiquette | Qualité     |
| ---------------------------------------- | -------- | ------------ | --------- | ----------- |
| 2008 ?                                   | En cours | Alain Briard |           | Agriculteur |
| Les données manquantes sont à compléter. |          |              |           |             |

## Lieux et monuments
- L'église Saint-Aubin. L'église possède quatre verrières figurées commémoratives de Charles Lorin[4].
- Pont Bailey, initialement sur la Vire, déposé sur un chemin de halage.
- Le moulin du XVIIe[5]

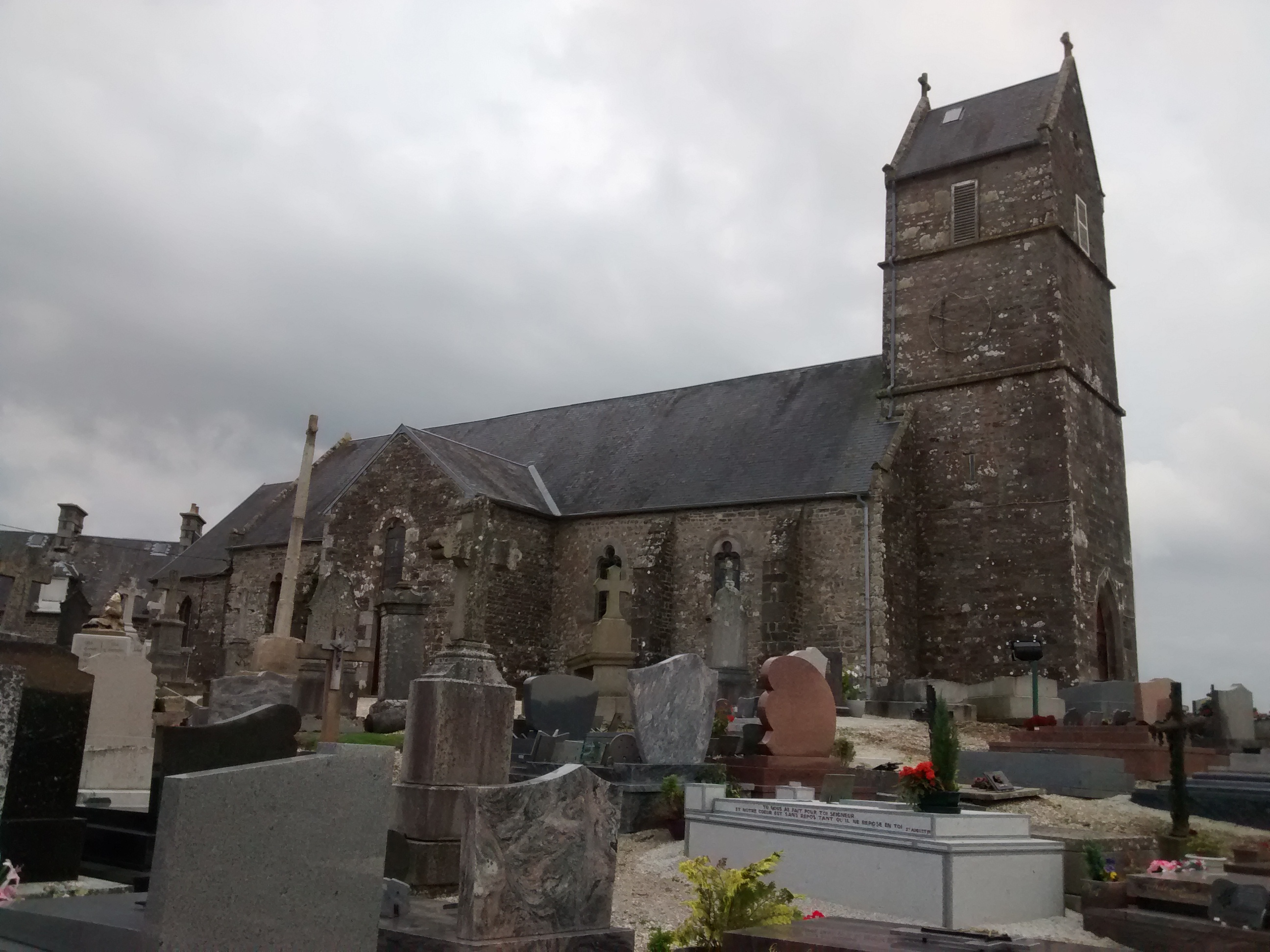
L'église Saint-Aubin.
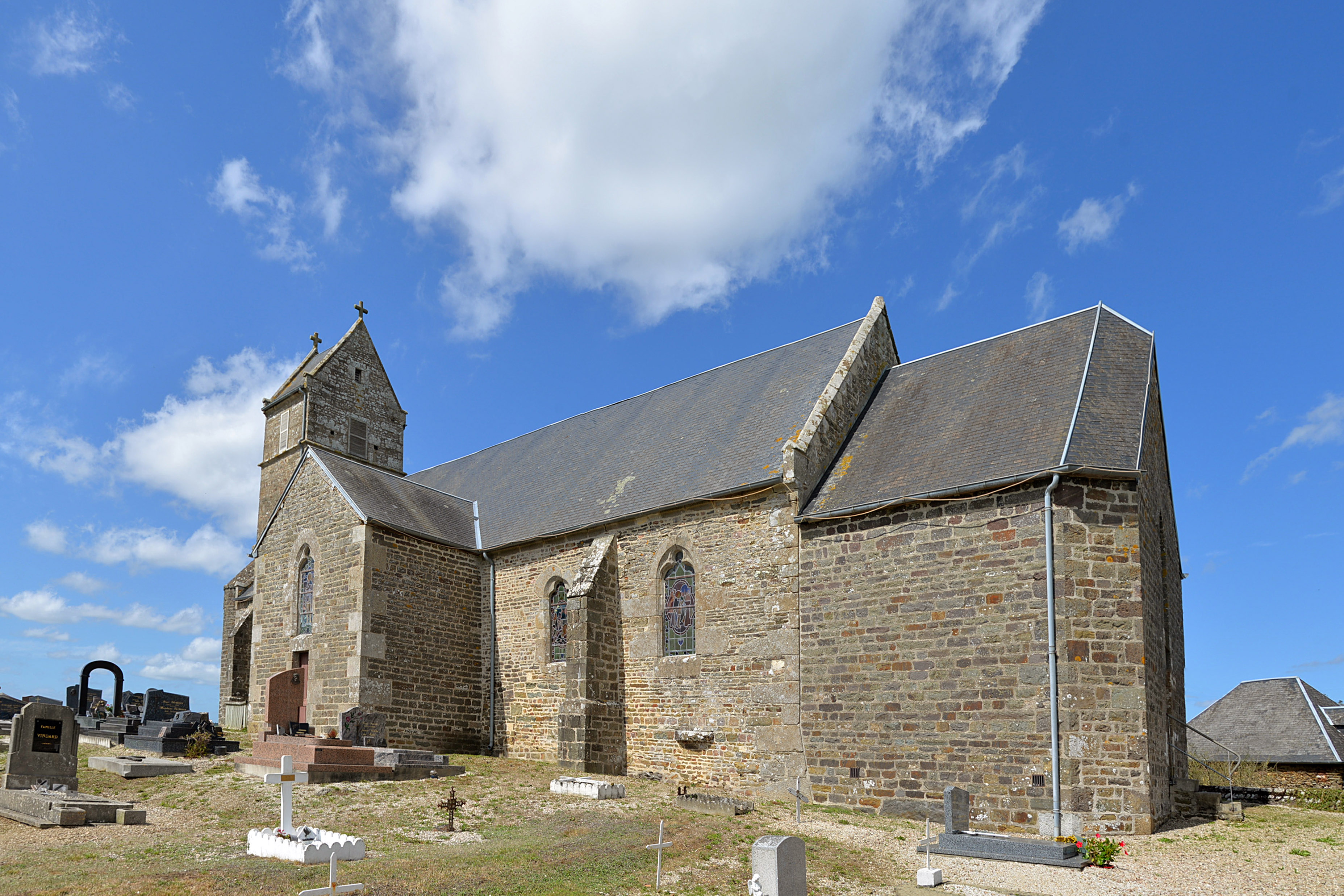
L’église Saint-Aubin.
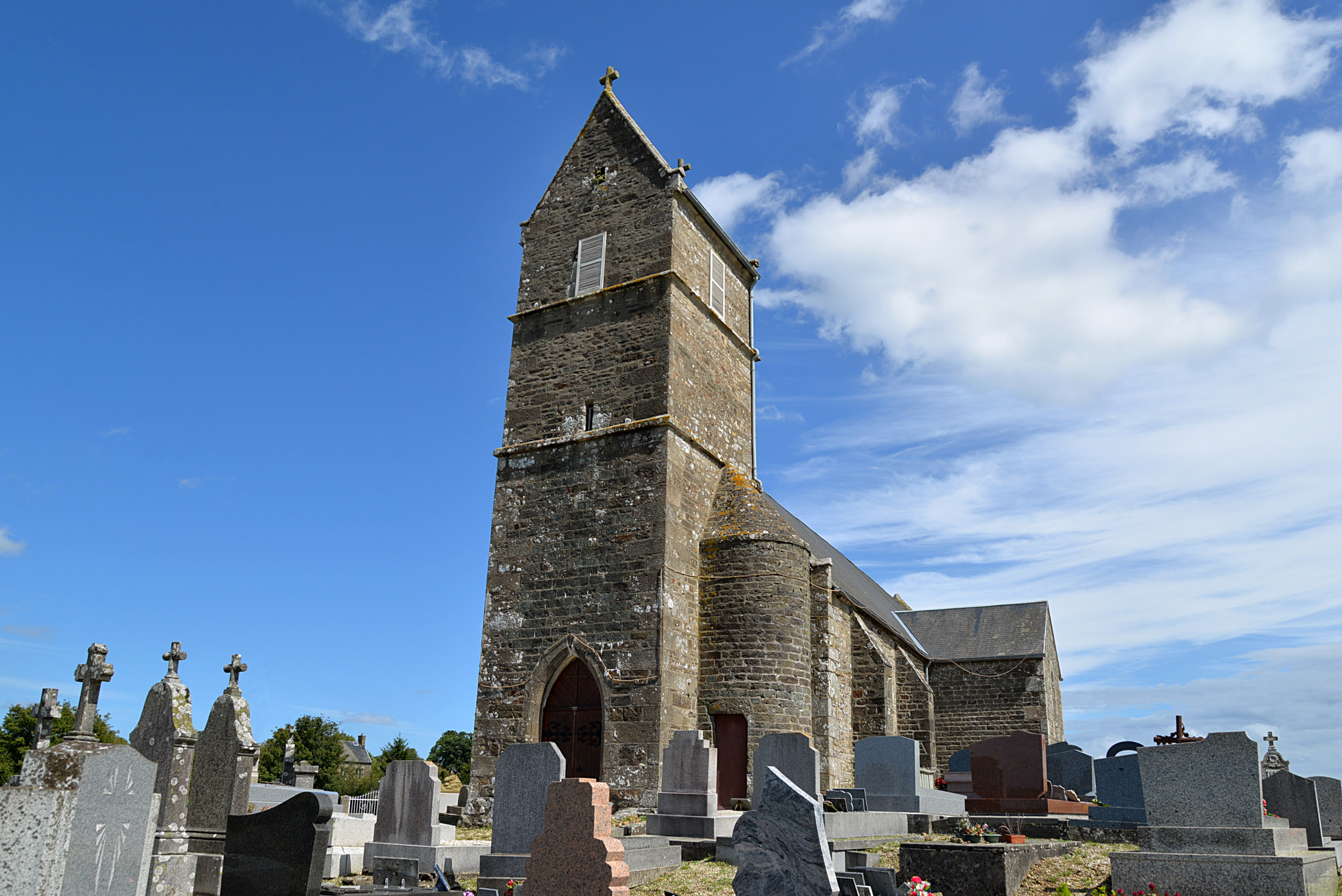
L’église Saint-Aubin.
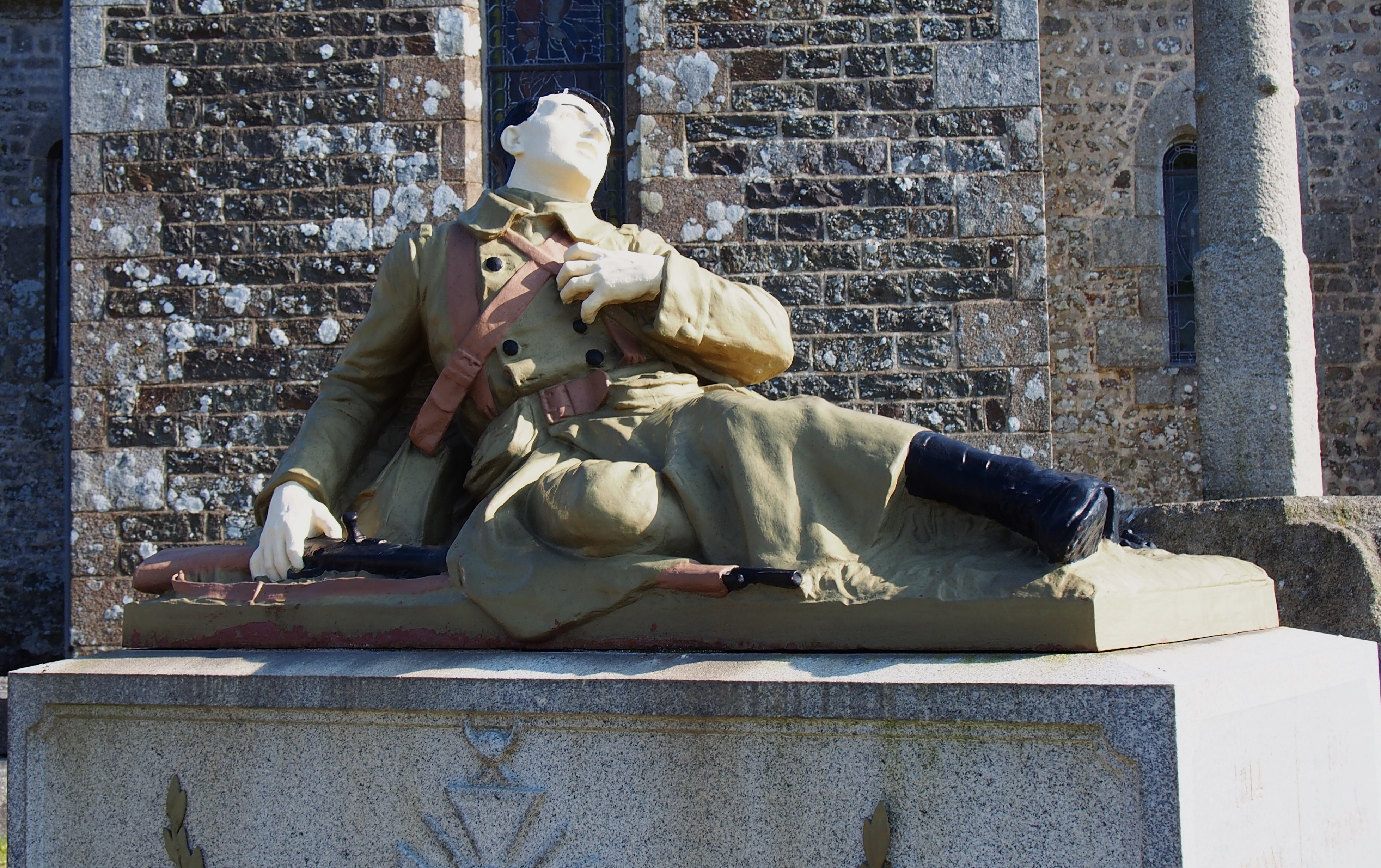
Le monument aux morts.
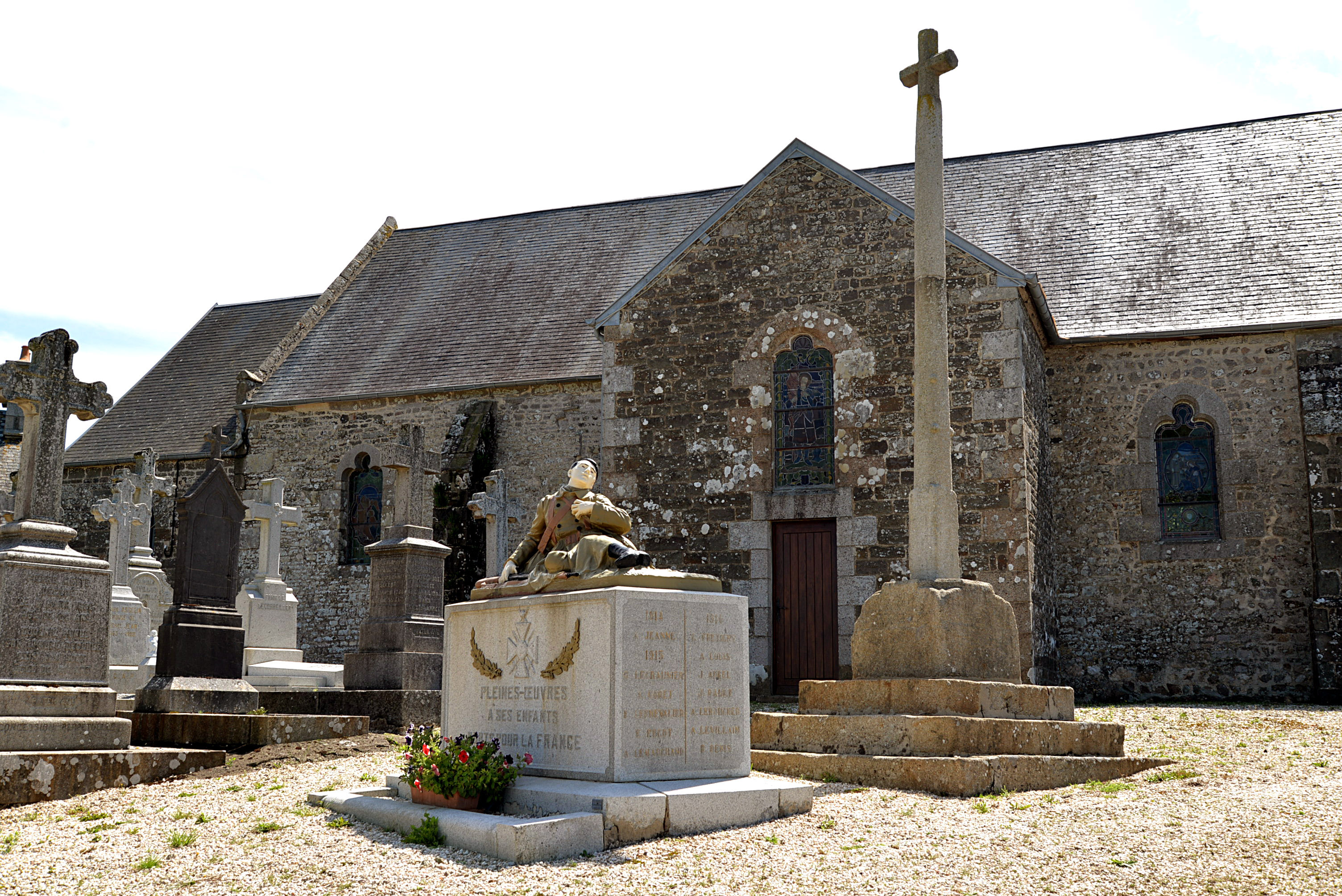
Le monument aux morts.
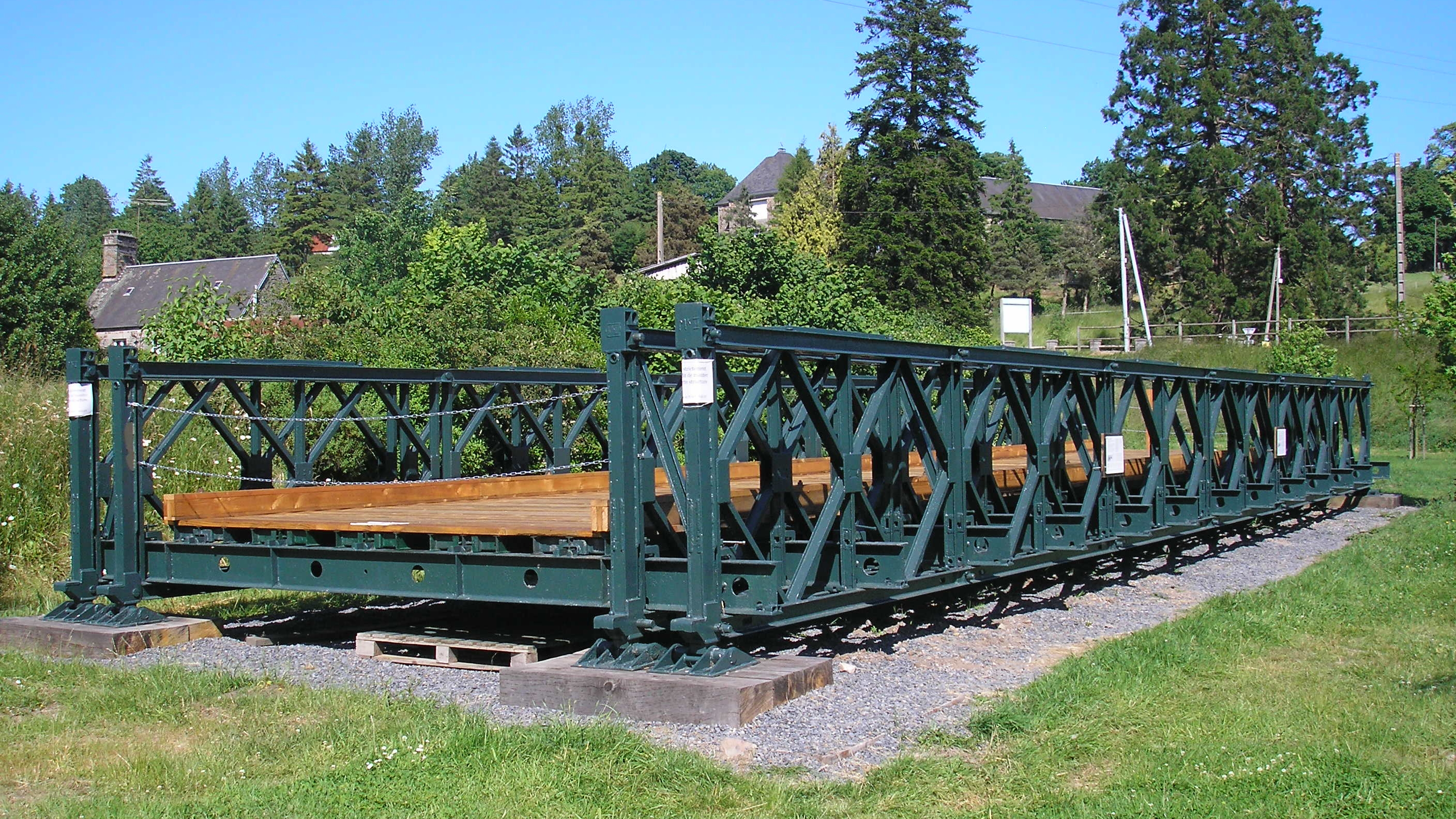
Le pont Bailey.
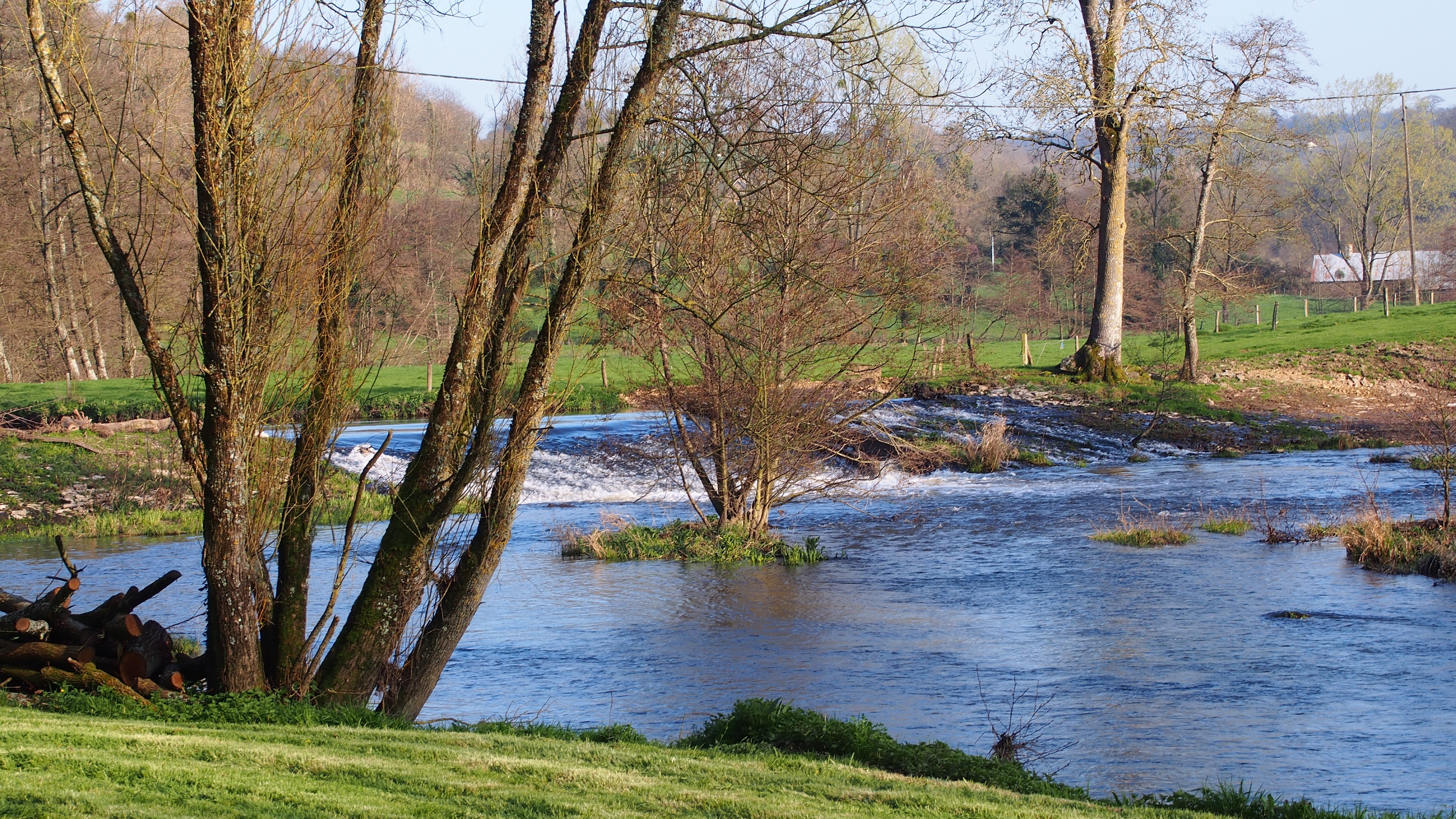
La Vire au moulin de Pleines-Œuvres.